# دانيلو (لاعب كرة قدم مواليد 2001)
دانيلو (بالبرتغالية: Danilo dos Santos de Oliveira‏) هو لاعب كرة قدم برازيلي، ولد في 29 أبريل 2001 في سالفادور في البرازيل.

## وصلات خارجية
- دانيلو (لاعب كرة قدم مواليد 2001) على موقع قاعدة بيانات كرة القدم.إي يو (الإنجليزية)
- دانيلو (لاعب كرة قدم مواليد 2001) على موقع ليكيب (الفرنسية)
- دانيلو (لاعب كرة قدم مواليد 2001) على موقع Soccerbase.com (لاعب) (الإنجليزية)
- دانيلو (لاعب كرة قدم مواليد 2001) على موقع Soccerway.com (الإنجليزية)
- دانيلو (لاعب كرة قدم مواليد 2001) على موقع عالم كرة القدم.نت (الإنجليزية)
- دانيلو (لاعب كرة قدم مواليد 2001) على موقع AS.com (الإسبانية)